# Auronzo di Cadore
Auronzo di Cadore je obec v provincii Belluno v italském regionu Benátsko. Leží 120 km severně od Benátek a 50 km severovýchodně od Belluna a 15 km od rakouských (tyrolských) hranic. V obci žije přibližně 3 100 obyvatel.

## Hory a vodstvo
Na území obce se nachází impozantní tříčlenná skupina skalních štítů Tre Cime a jezera Misurina a Antorno. Řeka Ansiei je přehrazena, tvoří jezero Santa Caterina, které hraničí s městem.

## Partnerské obce
- Lipari, Itálie
- Ilópolis, Brazílie